# Zackary Arthur
Zackary Arthur Herrera(Los Angeles, 12 de setembro de 2006) é um ator norte-americano, conhecido por interpretar o papel principal de Jake Wheeler em Chucky, uma continuação televisiva da franquia de filmes Child's Play, pela qual foi indicado ao Saturn Awards de Melhor Performance por um ator mais jovem em uma série de rede ou televisão a cabo. Ele também interpretou Sammy Sullivan em The 5th Wave, e teve um papel recorrente como o jovem Jeff Piccirillo na série Kidding da Showtime.

## Ligações Externs
- Zackary Arthur. no IMDb.